# Polietes nigrolimbata
Polietes nigrolimbata är en tvåvingeart som först beskrevs av Bonsdorff 1866.  Polietes nigrolimbata ingår i släktet Polietes och familjen husflugor. Inga underarter finns listade i Catalogue of Life.